# 譚繼洵

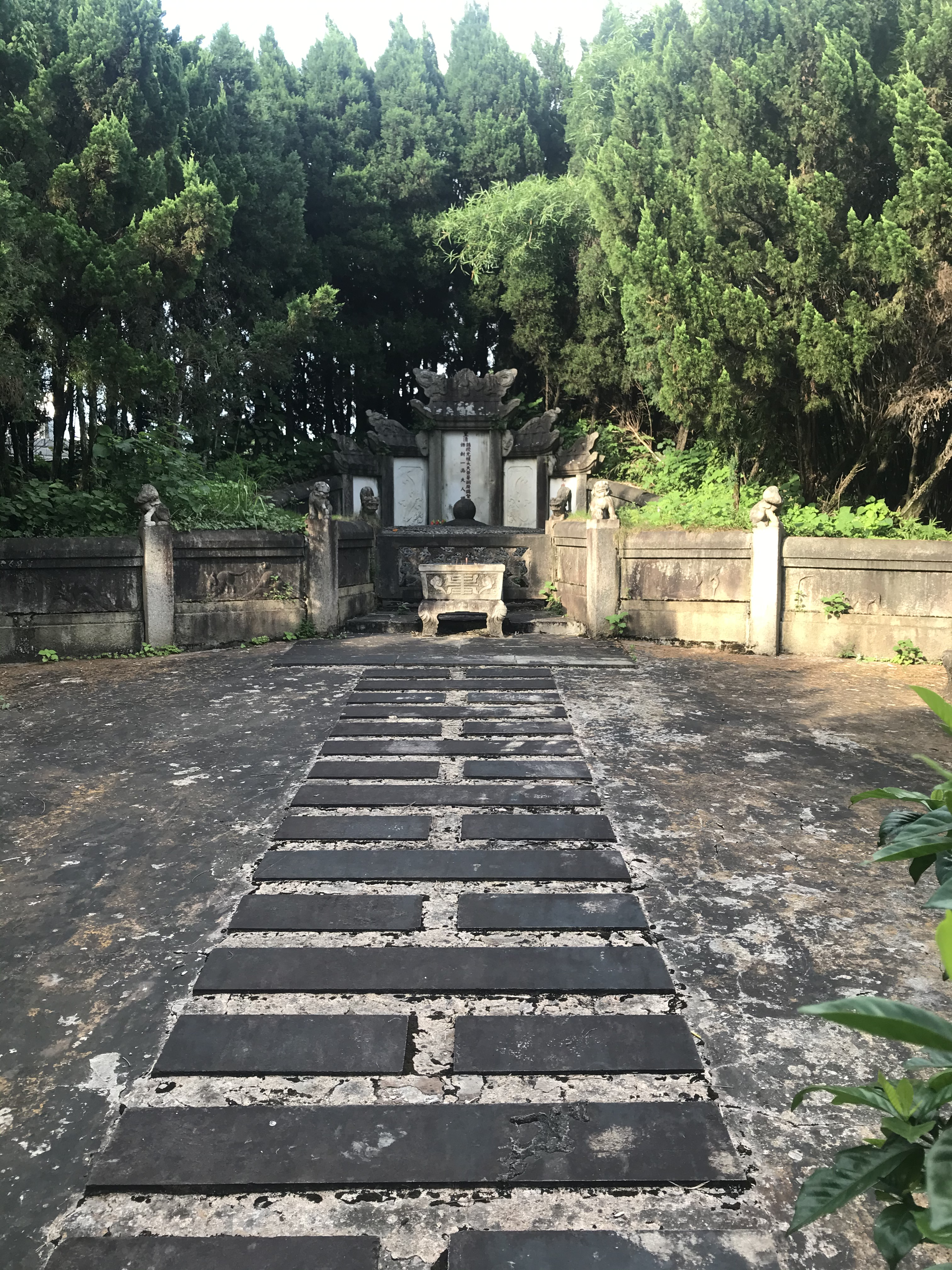
譚繼洵墓，现为湖南省省级文物保护单位

譚繼洵（1823年—1900年），字信甫、一字敬甫，湖南省瀏陽縣（今長沙市）人，戊戌維新推行者之一譚嗣同之父。

## 生平
譚學琴的第三個兒子，父親過世後，由長兄譚繼昇兼代父職，道光二十九年（1849年）中舉人，咸丰十年（1860年）中庚申恩科進士。
同治元年（1862年），擔任戶部廣西司主事。同治十一年（1872年），任戶部山西司員外郎。同治十三年(1874年)，任戶部山東司郎中、坐糧廳監督。光緒三年(1877年)，任鞏秦階道	。光緒九年（1883年），任甘肅按察使。光緒十年（1884年），任甘肅布政使。光緒十五年（1889年），升湖北巡撫。光緒二十年至二十一年底（1894年11月至1896年1月），兼湖廣總督。
1900年9月卒于浏阳。

## 家族
譚繼洵娶同鄉徐五緣（1829年-1876年），生兩女三男；因其三子谭嗣同支持百日維新，在戊戌政变中被慈禧太后所斬殺，而受株连，譚繼洵同年在湖北巡撫任上被罢免。時人有集訃聞與殿試策論之定句，合云：「罪孽深重，不自殞滅，禍延顯考；末學新進，罔識忌諱，干冒宸嚴。」被稱為妙對。
妾盧氏亦育有三子二女。